# Федак Володимир
Володимир Федак (псевдо: «Граб», «Вова») (* 24 червня 1914, м. Чортків, Тернопільська область — † 23(29) квітня 1943, м. Берлін, Німеччина) — крайовий провідник ОУН Великонімеччини у 1943 р.

## Життєпис

Учні Перемиської гімназії 1932 рік. Справа наліво: Б. Вітошинський, Я. Ощудляк, О. Антонович, В. Федак, Б. Козак

Народився 24 червня 1914 року в місті Чорткові Тернопільської області.
У 1932 році закінчив Перемиську гімназію. Протягом 1932–1934 провідник Юнацтва ОУН Перемиського повіту. З липня 1934 до жовтня 1935 політв'язень концтабору Береза-Картузька.
Згодом навчався у Кракові, очолював українську студентську громаду.
З початку 1939 служить у званні четаря в Карпатській Січ. Брав участь у боях проти чеських окупантів 14 березня 1939 року в Хусті, а згодом проти угорців. Потрапив у полон, утримувався в ув'язненні у Великому Бичкові, де був жорстоко побитий: 
| Чотаря «Граба» так збили в канцелярії вже потретє, що він вернувся на залю увесь облитий водою - його так били, що він зімлів і його відливали водою.[1] |
Був переданий полякам та відправлений до концтабору Береза-Картузька. У вересні вийшов на волю. У 1941 учасник II-го Великого Збору ОУН у Кракові.
У 1943 році крайовий провідник ОУН Великонімеччини. Був заарештований у Берліні 23 квітня 1943. Отруївся в тюрмі у цей же день (за іншими даними 29 квітня).